# Arc Majeur

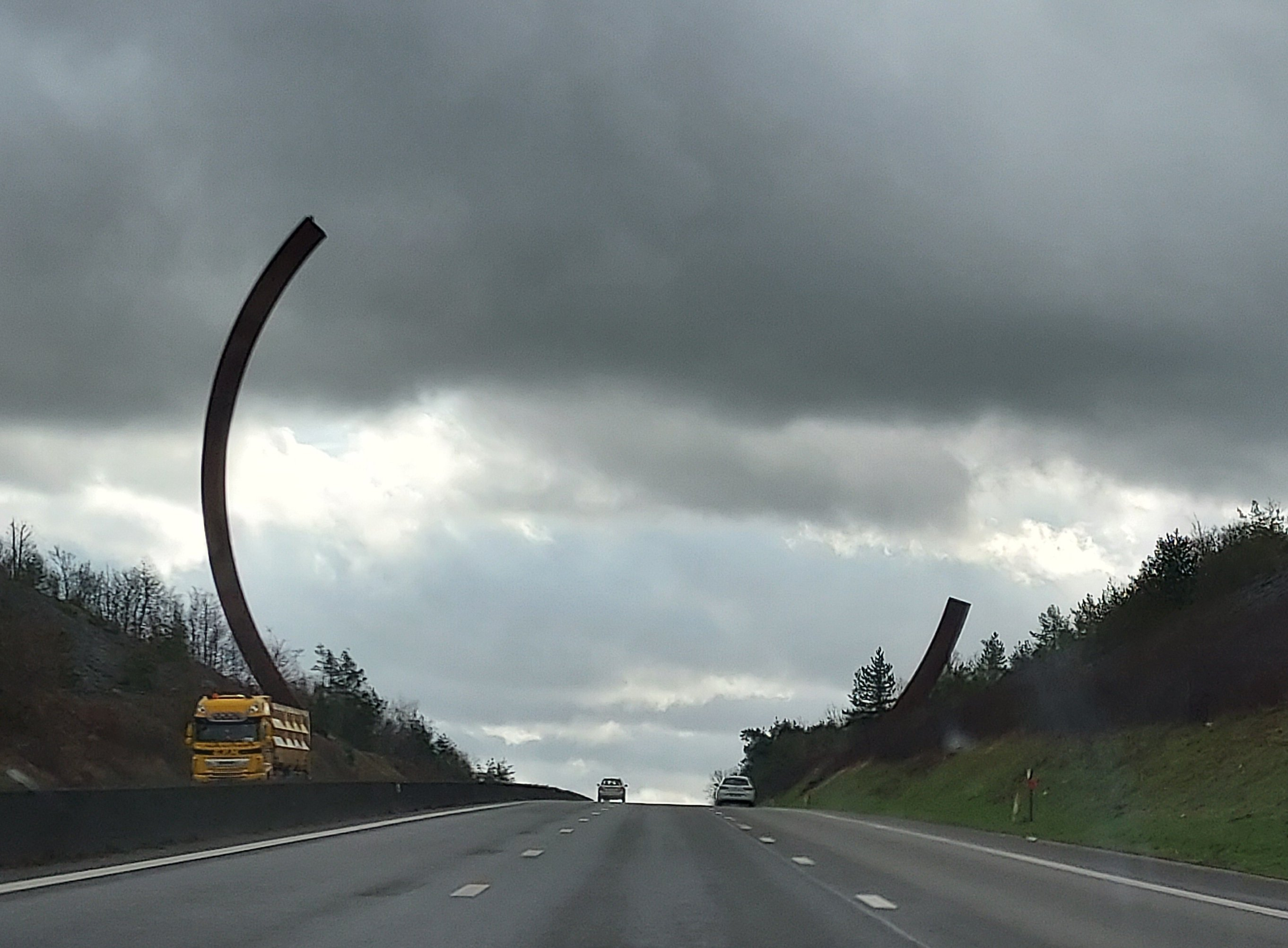
L’Arc Majeur, 2022, Blickrichtung Süden

Der Arc Majeur ist eine Skulptur des französischen Künstlers Bernar Venet, die 2019 östlich (großes Segment) und westlich (kleines Segment) der Autobahn E 411 (Kilometerpunkt 99) südlich von Rochefort (bei Lavaux-Sainte-Anne) in Belgien errichtet wurde. Partner des Projekts waren die Fondation John Cockerill, die Wallonische Region und die SOFICO Wallonie.
Die Skulptur ist mit 60 m Höhe eine der höchsten in Europa.

## Daten
Höhe: großer Bogen 60 m, kleiner Bogen: 28 m
Breite des Bogens: 2,25 m
Durchmesser: 75 m
Bogenmaß:  205.5°
Material: 250 Tonnen Cortenstahl
Fundament: 1000 Tonnen Beton
Kosten: 2,5 – 2,8 Millionen Euro

## Finanzierung
Den größten Teil der Finanzierung übernahm die Fondation John Cockerill, die auch die Kosten für Entwurf und Statik sowie für die Sicherung der Baustelle übernahm. Die restlichen Kosten wurden durch belgische Unternehmen und Mäzene bestritten.

## Herstellung
Die Skulptur wurde in den Produktionsanlagen der John Cockerill Group in Seraing hergestellt. An der Fertigstellung waren vier Schweißer und drei Monteure über mehrere Monate beschäftigt.
Um die durch Windeinwirkung verursachten Schwingungen zu neutralisieren, wurde die Spitze des großen Bogens mit einem Schwingungstilger (ADA) ausgestattet, der speziell für dieses Projekt vom Büro Greisch in Zusammenarbeit mit der Universität Lüttich entwickelt worden ist.
Für den Transport war der große Bogen in drei Teilstücke von jeweils je 20 m, Gewicht 40 bis 50 Tonnen zerlegt. Der kleine Bogen besteht aus einem Stück von 20 m Länge.

## Geschichte
Von der ersten Idee, einen solchen Bogen zu konstruieren bis zur endgültigen Realisierungen vergingen 35 Jahre. Die ersten Skizzen entstanden um 1984 im Zusammenhang mit einem entsprechenden, von dem damaligen französischen Kulturminister Jack Lang geplanten Projekt, einen derartigen Bogen an einer französischen Autobahn zu installieren. Gedacht war zunächst an die Autoroute du Soleil bei Auxerre, das Projekt scheiterte aber wegen Sicherheitsbedenken und am Widerstand der Einwohner. Im Jahr 2000 gab es in Frankreich einen weiteren Anlauf, die Skulptur sollte aber rot lackiert werden, was Venet ablehnte. 2014 engagierte sich Bernard Serin von der John Cockerill Group für Venets Idee, sodass dessen Arc Majeur nach 35 Jahren Vorlauf realisiert werden konnte.
Das 20 km lange Teilstück der Autobahn, an der der Bogen installiert ist, ist eines der wenigen in Belgien, das nicht beleuchtet ist. Der Bogen wird in der Nacht angestrahlt und ist daher schon von weitem zu sehen. 
Die Einweihung fand am 12. Oktober 2019 statt.

## Kreisbögen im Werk von Bernard Venet

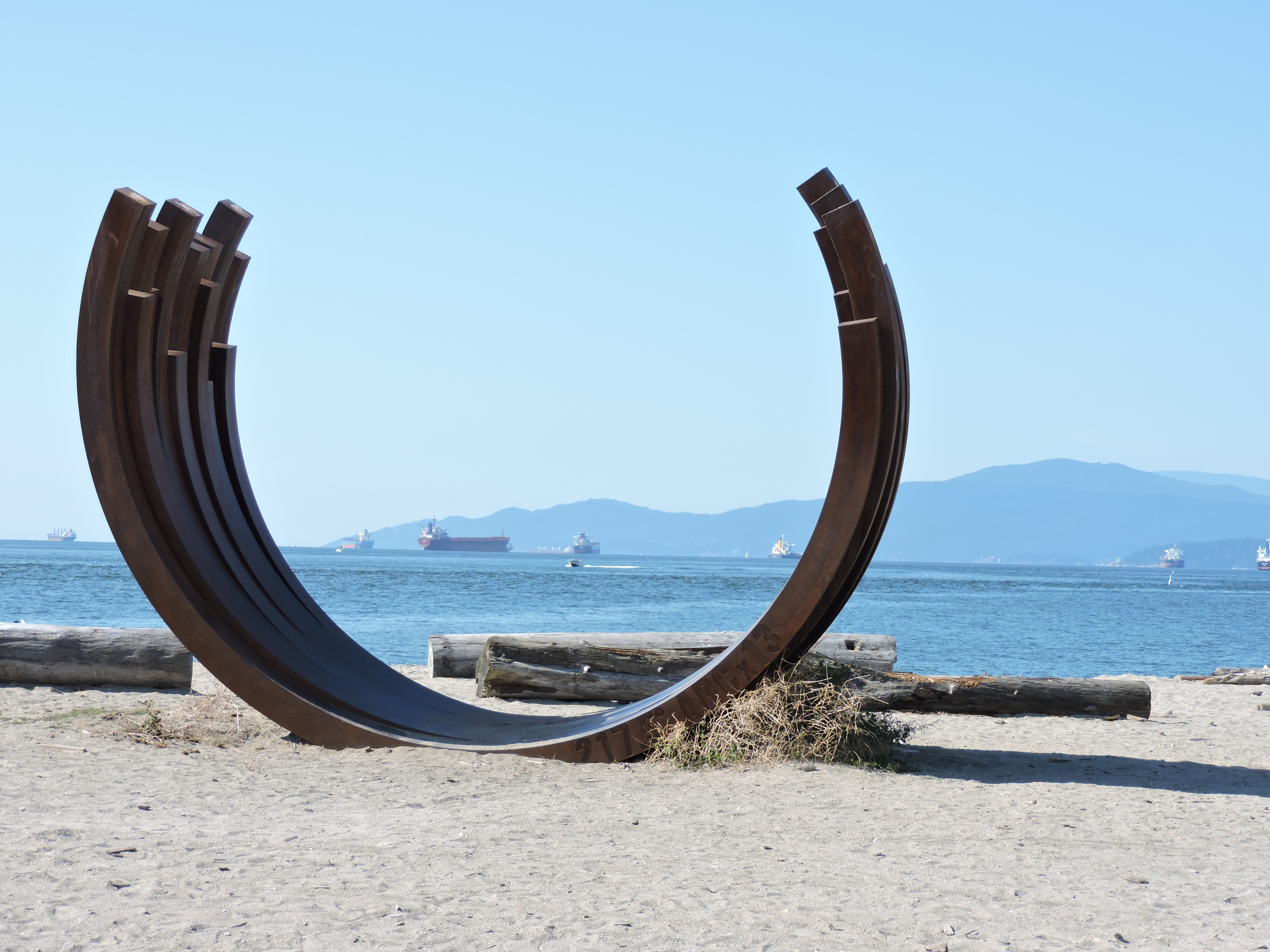
217.5 Arc x 13, Sunset Beach, Vancouver

Venet setzte sich nach seinem ersten Aufenthalt in New York intensiv mit der Minimal-Art auseinander. In die jetzt geschaffenen Rohrskulpturen (tubes) und Zeichnungen integrierte er mathematische Formeln. Ab 1971 stellte er vorübergehend seine künstlerische Tätigkeit ein, unterrichtete zeitweise an der Sorbonne Kunsttheorie und beschäftigte sich intensiv mit mathematischen und physikalischen Problemen, sowie mit den Phänomenen Raum, Zeit und Bewegung. Diese Themen flossen ab den frühen 1980er Jahren ein in seine Auseinandersetzung mit der Geometrie – mit der Linie, mit Kreisbogenfragmenten und Ringformen – in Form seiner monumentalen Stahlskulpturen. Es entstanden die Lignes Droites und Lignes indéterminées, die Angles und die Arcs. Er arbeitet hier nicht mit vollkommenen, geometrischen Kreisformen, sondern mit Fragmenten von Kreisen, bzw. mehreren identischen Kreisbögen, die er parallel hintereinander stellt oder die wie zufällig gegeneinander verdreht sind. In einer späteren Phase gruppierte er eine Reihe von multiplen Kreisbögen im Raum und setzt sie zueinander in Beziehung. Der Arc Majeur in Belgien bildet insofern eine Ausnahme, als sich die beiden Teilstücke rechts und links der Straße im Auge des Betrachters zu einem Kreisbogen ergänzen, durch den die Autobahn führt.
Venets Arc-Skulpturen sind in Europa und in den Vereinigten Staaten in der Regel an städtebaulich markanten Platzen oder wie Landmarken installiert.